# 埃弗塞·多马
埃弗塞·大衛·多马（英語：Evsey David Domar），1914年4月16日—1997年4月1日），生於波蘭羅茲，俄裔美国经济学家，独立提出了发展经济学中著名的经济增长模型哈罗德-多马模型。

## 生平
多馬生於波蘭第二大城市羅茲，當時由俄羅斯帝國統治。他在俄國外東北長大、受教育，1936年移民美國。